# Louis Kihneman
Louis Frederick Kihneman (ur. 17 lutego 1952 w Lafayette) – amerykański duchowny katolicki, biskup Biloxi od 2017.

## Życiorys
Święcenia kapłańskie otrzymał 18 listopada 1977 i został inkardynowany do diecezji Corpus Christi. Pracował głównie jako duszpasterz parafialny, był także m.in. kierownikiem kurialnych wydziałów ds. edukacji religijnej oraz ds. duszpasterstwa powołań, dyrektorem diecezjalnego domu formacyjnego, wikariuszem ds. duchowieństwa oraz wikariuszem generalnym diecezji.
16 grudnia 2016 papież Franciszek mianował go ordynariuszem diecezji Biloxi. Sakry biskupiej udzielił mu 28 kwietnia 2017 arcybiskup Mobile, Thomas Rodi.